# Lipnica (Kakanj, BiH)
Lipnica je naseljeno mjesto u općini Kakanj, Federacija Bosne i Hercegovine, BiH.

## Stanovništvo

### 1991.
Nacionalni sastav stanovništva 1991. godine, bio je sljedeći:
ukupno: 274
- Muslimani - 173
- Hrvati - 98
- Jugoslaveni - 3

### 2013.
Nacionalni sastav stanovništva 2013. godine, bio je sljedeći:
ukupno: 58
- Bošnjaci - 53
- Hrvati - 5